# Sigefridus (Goldschmied)

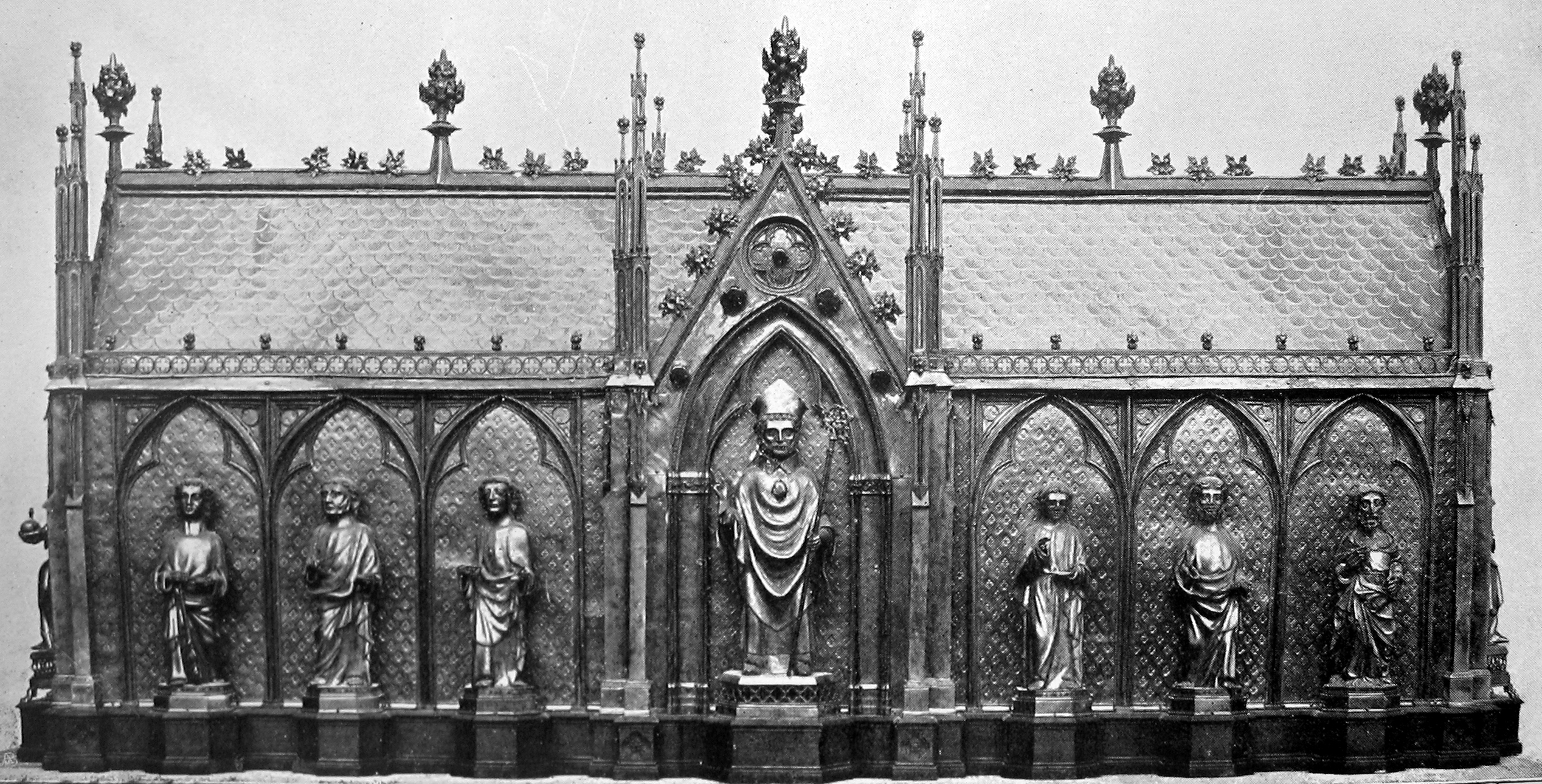
Sigefridus: Patroklus-Schrein, Soest, um 1311

Sigefridus oder Zigefridus, auch Meister Sigefridus genannt war ein Goldschmied zu Beginn des 14. Jahrhunderts. Er schuf zwischen 1311 und 1330 den Patroklus-Schrein für den St.-Patrokli-Dom in Soest, einen der größten mittelalterlichen Reliquienschreine Westfalens.
Der Reliquien-Kasten aus Eichenholz enthielt die leiblichen Überreste des hl. Patroklus und war mit aus Silber getriebenen, vergoldeten Figuren von Christus, Maria und Heiligen verziert sowie mit Edelsteinen besetzt. 1841 an die Berliner Museen verkauft war er ein bedeutendes Beispiel mittelalterlicher Goldschmiedekunst. Er ging 1945 beim Brand des Berliner Bunkers Friedrichshain verloren. Nur einige Figuren blieben erhalten, jedoch ist das Aussehen des Schreins anhand alter Fotodokumentationen rekonstruierbar. Einige der erhaltenen Figuren gelangten wieder in den Besitz der Berliner Museen.
Das Soester Werk des Meister Sigefridus steht am Übergang der Kunst der Romanik in die Gotik. Europaweite Politik und Handelsbeziehungen hatten neue künstlerische Impulse nach Westfalen gebracht und der Schrein lehnt sich in seinem Aufbau an die entstehende gotische Architektur an. Er zeigt seine mit hoher künstlerischer Fertigkeit geschaffenen Figuren in einem mit Pfeilern verzierten Hauptschiff und einem Querschiff mit gotischen Architekturelementen. Auch an seinen Resten und erhaltenen Fotografien ist heute noch erkennbar, welche Symbolik und Bedeutung Gold in der Entstehungszeit des Schreins im Kirchenraum hatte und wie damals Goldschmiedekunst bedeutende Kirchenschätze mit zeremonieller Funktion aber auch machtpolitischer Bedeutung schuf.
Aus dem Umkreis der Werkstatt des Meisters Sigefridus stammt ein in Westfalen um 1320 oder 1330 entstandener Buchdeckel aus Gold und mit Edelsteinen verziert, der die thronende Muttergottes darstellt. Er findet sich heute im LWL-Landesmuseum für Kunst und Kulturgeschichte in Münster.